# Grand Theft Auto Double Pack
Het Grand Theft Auto Double Pack is een speciale uitgave van de computerspellen Grand Theft Auto III (GTA3) en Grand Theft Auto: Vice City (GTA:VC). De speciale uitgave is alleen uitgebracht voor de Xbox spelcomputer.
Toen de Xbox op de markt kwam, waren beide spellen al enige tijd te koop voor de PlayStation 2 en de PC. Beide spellen werden overgezet zodat ze zouden kunnen worden gespeeld op de Xbox. Hierbij is met name de grafische kwaliteit verbeterd.
De oorspronkelijke datum van uitgave was 21 oktober 2003.